# 79647 Ballack
79647 Ballack è un asteroide della fascia principale. Scoperto nel 1998, presenta un'orbita caratterizzata da un semiasse maggiore pari a 2,3993831 UA e da un'eccentricità di 0,1346093, inclinata di 1,75267° rispetto all'eclittica.
L'asteroide è dedicato al calciatore tedesco Michael Ballack.